# Marie Manière
Pour les articles homonymes, voir Manière.
Marie Manière, née le 10 avril 1826 à Marey-sur-Tille (Côte-d'Or) et morte le 4 novembre 1887 à Paris (10e arrondissement) est une institutrice qui fut militante républicaine pendant la Commune de Paris en 1871.

## Biographie

### Communarde
Durant la Commune de Paris, Marie Manière, veuve, crée le 3 avril 1871 l’atelier-école provisoire laïc pour filles de plus de 12 ans dont elle est directrice au No 38 rue de Turenne,,. Marie Manière s'investit beaucoup pour l'éducation des jeunes filles. Le 3 avril 1871, elle expose d'ailleurs son programme dans Le Vengeur, un journal ayant existé avant et pendant le siège de Paris en 1870 et la Commune en 1871. Il s'agit pour elle de mettre en place des ateliers-écoles pour élèves âgées de douze ans qui recevraient un enseignement à la fois théorique et pratique. Le corps professoral serait formé d'ouvrières et d'intellectuelles. Manière  explique que « L’échange de connaissances qui aurait lieu entre ces diverses intelligences, s’exerçant côte à côte, constituerait un milieu très favorable à un enseignement progressiste entièrement dégagé de préjugés. ».
Manière est arrêtée à Sèvres le 16 avril 1871 en possession de journaux communards et d'affiches appelant la province à rejoindre la Commune de Paris. Elle était aussi chargée de mobiliser la province à la cause de la Commune.

### Militante ouvrière
Lors du Congrès ouvrier de France, elle présente son point de vue le 6 octobre 1876 lors de la session dédiée à l'apprentissage et l'enseignement professionnel. Elle requiert « l’égalité d’enseignement pour les hommes et les femmes et le développement d’écoles professionnelles par les chambres syndicales. »,.
La Xe chambre correctionnelle la juge, ainsi que Jules Guesde, Gabriel Deville et Marie Bonnevial, pour association non autorisée dans l'organisation d'un congrès ouvrier international prévu le 5 septembre 1878 à Paris. Elle ne fut pas condamnée.
Le 16 mars 1879, le Comité central socialiste de secours aux Amnistiés et aux non amnistiés est créé pour promouvoir une amnistie totale et une collecte des fonds pour aider les communards déportés ou interdits de séjour en France. Manière en devient la secrétaire et signe un appel aux société ouvrières et groupes constitués de France. De façon surprenante à l'époque, l’exécutif du comité est ouvert aux femmes et compte également Hubertine Auclert et Victoire Tinayre.
Manière rejoint en 1885 le Comité des femmes de Jules Allix, militant socialiste et ancien communard.